# Isla Mackenzie King
La isla Mackenzie King es una isla deshabitada del Archipiélago ártico canadiense. Administrativamente, la isla está dividida en dos: la parte occidental, casi la totalidad de la isla, pertenece a los Territorios del Noroeste y una muy pequeña parte. el borde oriental, al territorio autónomo de Nunavut.

## Geografía
La isla pertenece al grupo de islas de la Reina Isabel y se localiza en su extremo occidental, en un grupo de tres islas abiertas al océano Ártico. Se encuentra  al sur de isla Borden, separadas por el estrecho de Wilkins, de tan solo 18 km de anchura y al este de isla Brock, a apenas 6 km de distancia. Algo más alejadas se encuentran, al oeste, al otro lado del estrecho de Ballantyne, isla del Príncipe Patrick (a unos 57 km)) y algo más al suroeste, isla Emerald (a 63 km); al sur, al otro lado del estrecho Hazen, isla Melville (a 77 km); y en el Mar del Príncipe Gustaf Adolf, al este isla Lougheed (a 93 km) y algo más al noroeste, isla Ellef Ringness (a 117 km).
Tiene una superficie de 5 048 km², que la convierten, por tamaño, en la 10.ª isla del archipiélago, la  26ª de Canadá y la  115ª del mundo.

## Historia
El primero en llegar a la isla, en 1915, fue el explorador canadiense del ártico, Vilhjalmur Stefansson, recibiendo más tarde su nombre en honor de William Lyon Mackenzie King, primer ministro de Canadá.